# Stafford Beer
Anthony Stafford Beer ( 25 septembre 1926 - 23 août 2002) est un théoricien et consultant britannique, professeur à la Manchester Business School (en). Il est notamment connu pour son travail dans le domaine de la recherche opérationnelle et de la gestion cybernétique comme le projet cyber-socialiste du nom de "Cybersyn" au Chili.

## Biographie
Beer est né à Londres. Il commença une licence en philosophie à l'University College de Londres, qu'il quitta en 1944 pour s’engager dans l'armée. Il fit son service en Inde jusqu'en 1947. En 1949, il est démobilisé avec le grade de capitaine.
Il rejoint United Steel (en) et persuade la direction de créer un groupe de recherche opérationnelle, le Department of Operations Research and Cybernetics (Section de recherche opérationnelle et cybernétique), qu'il dirige. En 1961, il quitte United Steel pour créer une société de conseil avec l'aide de Roger Eddison, qu'ils nommeront SIGMA (Science In General MAnagement). Beer quitta SIGMA en 1966 pour travailler pour l'un de ses clients, International Publishing Corporation (IPC). Il est nommé directeur du développement à IPC et poussa à l'adoption des nouvelles technologies informatiques. Beer quitta IPC en 1970 pour travailler comme consultant indépendant, se focalisant sur son intérêt grandissant pour les systèmes sociaux.
Cette même année, Beer est approché par le gouvernement socialiste chilien de Salvador Allende pour créer un système informatique de gestion de l'économie nationale chilienne en temps-réel nommé Cybersyn. Ce projet ne sera jamais achevé. Lorsque Allende est démis du pouvoir par le général Augusto Pinochet lors du coup d'état du 11 septembre 1973, le système fut abandonné. Néanmoins, Beer continua ses recherches en Amérique, comme consultant pour les gouvernements mexicain, uruguayen et vénézuélien.
Alors qu'il roulait en Rolls et possédait une maison luxueuse dans le Surrey (avec un mur d'eau télécommandé dans la salle à manger et une mosaïque de verre inspirée de la suite de Fibonacci), il se sépare de sa femme, aide des collègues chiliens en exil et vend sa maison, se retirant dans un cottage du pays de Galles. Il y vécut de manière austère, se consacrant à la poésie et à l'art. Dans les années 1980, il établit une résidence secondaire à l'Ouest du centre-ville de Toronto, partageant l'année entre ses deux domiciles. Il resta néanmoins toujours intéressé par son principal champ de recherche.
En 1980, il propose au dirigeant zimbabwéen Robert Mugabe « un réseau national de collecte d'information (fait de relais locaux utilisant des ordinateurs bon marché) pour rendre le pays plus facile à gouverner dans tous les domaines », mais cela n'a pas de suite.
Beer était un professeur enseignant dans une trentaine d'universités et reçut plusieurs titres de docteur honoris causa dont un à l'Université de Leeds, de St. Gallen, de Sunderland et de l'Université de Valladolid. Il était président de l'Organisation Mondiale des Systèmes et de la Cybernétique (World Organization of Systems and Cybernetics). Il reçut enfin plusieurs prix de l'Académie Royale suédoise des Sciences pour les sciences de l'ingénieur en 1958, de l'United Kingdom Systems Society, de la Cybernetics Society, de l'American Society for Cybernetics, et de l'Operations Research Society of America.
Il fut marié deux fois, la première en 1947 avec Cynthia Hannaway et en 1968 avec Sallie Steadman. Sa compagne pendant les douze dernières années de sa vie était le Dr Allenna Leonard, une autre cybernéticienne. Beer a cinq fils et trois filles, une d'entre elles est Vanilla Beer, artiste et essayiste. Stafford Beer mourut le 23 août 2002 à Toronto à l'âge de 75 ans, après une longue période d'agonie.

## Travaux
Stafford Beer travailla dans le domaine de la recherche opérationnelle, la cybernétique et les sciences de la gestion. Il s'est ouvert à la recherche opérationnelle lors de son service dans l'armée, et a rapidement identifié les avantages commerciaux de cette branche.
Au début des années 1950, il publia son premier livre sur la cybernétique et la gestion, se basant sur les idées de Norbert Wiener, Warren McCulloch et encore plus sur celles de W. Ross Ashby pour une approche systémique sur la gestion des organisations.
Dans les années 1970, il écrivit également une série de livres (le troisième et dernier se penche sur son système « Viable System Model » pour les modèles d'organisation).
Dans les années 1990, il publia l'un de ses derniers ouvrages sur les « Team Syntegrity » : un modèle propre, construit sur l'idée d'un polyèdre d'idée systémique pour la résolution de problèmes non-hiérarchisés.

### Gestion cybernétique
Selon Jackson (2000) « Beer était le premier à appliquer la cybernétique à la gestion, définissant la cybernétique comme la science de l'organisation effective ». Dans les années 1960 et le début des années 1970, « Beer était un écrivain prolifique et un praticien influent » dans la gestion cybernétique. C'est lors de cette période qu'il développa le « Viable System Model », afin de diagnostiquer les erreurs dans n'importe quel système existant. À cette époque, Forrester inventa les systèmes dynamiques, qui tenaient « la promesse que le comportement de tout système pourrait être représenté et compris à travers la modélisation des processus de retour dynamique les liants ensemble ».
La gestion cybernétique est l'application des lois cybernétiques à tous types d'organisation et d'institution créés par des êtres humains, et les interactions entre eux et avec eux. C'est une théorie fondée sur les lois naturelles. Elle cible les problèmes que doit apprendre à résoudre tout individu qui veut influencer une organisation dans n'importe quelle direction. Cette théorie n'est pas limitée aux actions des plus hauts dirigeants. Chaque membre d'une organisation et chaque personne, qui d'une façon ou d'une autre communique ou interagit avec  elle doit être pris en considération.

### Cybersyn
Lors du mandat de Salvador Allende au début des années 1970, un projet visionnaire sur l'utilisation de l'information et des communications au sein du gouvernement était soutenu en sous-main par Stafford Beer. Le projet était nommé Cybersyn, s'inscrivant dans une forme de socialisme cybernétique, et envisageait la transmission de l'information en temps-réel pour aider la gestion du secteur industriel national. Le cœur du projet était représenté par une salle des opérations recevant et affichant en permanence les diverses informations et transmettant les ordres.
Un réseau de près de 500 télétypes maillant le pays du Nord au Sud fut installé. Un simple ordinateur central les contrôlait depuis Santiago, qui utilisait les règles de la cybernétique. Le projet se concrétisa par la participation d'une équipe composée de scientifiques de toutes disciplines tant chiliens qu'internationaux. Leur tâche était de concevoir un système d'envoi d'ordre pré-calculé en fonction des informations préalablement reçues. Mais leurs efforts ont été interrompus par le coup d'état du 11 septembre 1973.

### Viable System Model
Le « modèle de système viable » ou « Viable System Model » (VSM) est le modèle structurel de n'importe quel système viable ou autonome. Un système peut-être considéré comme viable lorsqu'il s'adapte de lui-même afin d'assurer sa survie dans un environnement changeant. L'une des fonctionnalités principales des systèmes qui survivent est leur adaptabilité. Le VSM exprime un modèle pour un système viable, lequel est une description cybernétique abstraite applicable à n'importe quelle organisation qui est un système viable et autonome.

### Syntegrity
La « Syntegrity » est un modèle strict présenté par Beer dans les années 1990, enregistré depuis comme une marque déposée. C'est un type de résolution de problème non-hiérarchique pouvant-être utilisé pour des groupes de 10 à 42 personnes. C'est un produit de conseil commercial, qui est licencié aux entreprises de conseil en tant que modèle de base pour résoudre les problèmes dans un environnement de groupe.
« Syntegrity », « Syntegration », « Team Syntegrity », et « Team Syntegration » sont toutes des marques protégées. Le terme « Syntegrity » est un mot-valise se rapportant à la « synergistic tensegrity ».

### POSIWID
Stafford Beer inventa et utilisa fréquemment lors de conférences le mot « POSIWID » (le but d'un système est ce qu'il fait) se référant au phénomène couramment observé que le but de facto d'un système est souvent en contradiction avec son but officiel. En particulier lors de son discours à l'Université de Valladolid le 10 octobre 2001, au cours duquel il dit : « selon les cybernéticiens, le but d'un système est ce qu'il fait. C'est un principe de base. C'est un simple fait, ce qui en fait un meilleur point de départ dans la recherche de la compréhension que les attributions habituelles des bonnes volontés, les préjugés au sujet des attentes, le jugement moral ou la simple ignorance des circonstances. »

## Œuvres
Stafford Beer a écrit de nombreux ouvrages et articles :
- 1959, Cybernetics and Management, English Universities Press
- 1966, Decision and Control, Wiley, London
- 1972, Brain Of The Firm, Allen Lane, The Penguin Press, London, Herder and Herder, USA.Translated into German, Italian, Swedish and French.
- 1974, Designing Freedom, CBC Learning Systems, Toronto, 1974; and John Wiley, London and New York, 1975. Translated into Spanish and Japanese.
- 1975, Platform for Change, John Wiley, London and New York. Reprinted with corrections 1978.
- 1977, Transit; Poems, CWRW Press, Wales. Limited Edition, Private Circulation.
- 1979, The Heart of Enterprise, John Wiley, London and New York. Reprinted with corrections 1988.
- 1981, Brain of the Firm; Second Edition (much extended), John Wiley, London and New York. Reprinted 1986, 1988. Translated into Russian.
- 1983, Transit; Poems, Second edition (much extended). With audio cassettes: Transit – Selected Readings, and one Person Metagame; Mitchell Communications, Publisher, PO Box 2878, Charlottetown, PEI, Canada.
- 1985, Diagnosing the System for Organizations; John Wiley, London and New York. Translated into Italian and Japanese. Reprinted 1988, 1990, 1991.
- 1986, Pebbles to Computer: The Thread; (with Hans Blohm (en)), Oxford University Press, Toronto.
- 1994, Beyond Dispute: The Invention of Team Syntegrity; John Wiley, Chichester.

Audio
- 1974 ,Stafford Beer. "Designing Freedom" The 1974 Massey Lectures RADIO CANADA INTERNATIONAL TRANSCRIPTION:  E1121 "The Real Threat to all We Most Dear",E1122 "The Disregarded Tools of Modern Man",E1123, "A Liberty Machine in Prototype" E1124, "Science in The Service of Man" 1h 53:30.

- 1990, Stafford Beer, "Forty Years of Cybernetics", Gordon Hyde Memorial Lecture at  the Cybernetics Society (en) in London January 1990, audio file: 1 h 27.

Sur Stafford Beer
- 1994, Harnden, R and Leonard, A. (en) (Eds.), How Many Grapes Went into the Wine: Stafford Beer on the Art and Science of Holisitic Management; John Wiley, Chichester.
- 2003, Whittaker, David, Stafford Beer: A Personal Memoir; (Includes an interview with Brian Eno) Wavestone Press, Charlbury
- 2006, Jonathan Rosenhead, "IFORS' Operational Research Hall of Fame Stafford Beer", in International Transactions in Operational Research Vol 13, nr.6, p. 577–581.
- 2009, Whittaker, David, (Ed.) Think Before you Think: Social Complexity and Knowledge of Knowing; (Selected writings of Stafford Beer with life chronology), Foreword by Brian Eno, Wavestone Press, Charlbury